# Andy Capp
 (septembre 2019).
Pour les articles homonymes, voir Capp.
Pour l’article ayant un titre homophone, voir Handicap.
Andy Capp est un personnage fictif de la bande-dessinée homonyme de l'auteur anglais Reg Smythe (1917-1998). À la mort de l'auteur en 1998, les aventures d'Andy Capp étaient publiées dans 1 700 quotidiens de 52 pays et traduites en 14 langues. Le lectorat était estimé à 250 millions de personnes. En France et en Belgique, ce sont surtout les Éditions du Square et sa revue Charlie mensuel qui, de 1969 à 1981, font connaître le personnage.

## Le décor
Le récit d'Andy Capp se déroule dans la banlieue terne d'une grande ville anglaise des années 1950, 60 ou 70. L'environnement du personnage est constitué de plusieurs centaines de maisons identiques, de nombreux pubs, d'un bureau de l'emploi, d'une église, d'un local de bingo et surtout de terrains de football, de cricket et de rugby.
L'auteur ne situe pas exactement son histoire. Selon certaines sources[Lesquelles ?]. Le lieu pourrait en être une banlieue de Londres dans l'East End (l'ancien quartier de Jack l'Éventreur), qui est resté très populaire et profondément cockney jusqu'à la fin des années 1970. D'autres sources indiquent qu'il s'agit d'un quartier d'Hartlepool, ville natale de l'auteur, port de la mer du Nord qui comportait des chantiers navals et de nombreuses industries jusqu'à la crise industrielle des années 1970 au Royaume-Uni.

## Le personnage principal
Physiquement, Andy Capp est petit (dans les premiers cartoons, il était nettement plus grand) avec un nez imposant et les yeux toujours dissimulés par une casquette ; il est vêtu d'un costume noir usé dont la veste lui tombe des épaules.
Il vit avec son épouse Florrie au 37 Durham Street et passe ses soirées au pub à consommer des pintes de bière, à jouer au billard et aux fléchettes et à courtiser des femmes. Il refuse systématiquement toutes les offres du bureau de chômage en trouvant des prétextes même lorsque les créanciers viennent sonner à sa porte. Il dort la plupart du temps sur son divan et ne fait jamais le ménage.
Râleur et bagarreur, il déteste avoir tort et se fait haïr des arbitres de ses équipes de sport. Il est aussi colombophile.
Son nom est un jeu de mots sur les mots anglais « handicap » et « cap » (signifiant « casquette »).

## Les personnages secondaires
- Chalky White  : L'ami d'enfance d'Andy qui l'accompagne toujours au pub. Il est plus mûr et tolérant qu'Andy.
- Jackie  : Le patron du pub.
- Percy Ritson  : Le collecteur des loyers, qui n'arrive jamais à obtenir un sou du ménage Capp. Il est un peu amoureux de Flo.
- Flo ou Florrie  : L'épouse d'Andy. Elle soigne son mari quand il a la gueule de bois et fait tout dans la maison en plus de gagner l'argent du couple en faisant des ménages. À plusieurs reprises elle a fait sa valise pour quitter Andy, mais revient toujours (le phénomène se passe aussi parfois en sens inverse). Elle accompagne souvent son mari au pub et écoute les commérages des autres femmes présentes, dont elle est jalouse. Cependant, elle émet des doutes quant aux charmes de son époux. Elle joue parfois au loto local (bingo) et gagne à l'occasion. Sa mère, que l'on ne voit jamais, est la bête noire d'Andy.
- Rube White : L'épouse de Chalkie et la voisine d'Andy et Florrie, avec qui elle a une complicité de femme mais aussi se dispute parfois.

Autres personnages
Le pasteur moralisateur, le policier flegmatique, la jolie auxiliaire de police et l'employé démoralisé du bureau de chômage; quelques barmaids.

## Évolution
De nos jours, Andy a bien changé. Il ne fume plus depuis 1983. Il ne se bat plus violemment avec Florrie ; les deux époux consultent dorénavant un conseiller matrimonial.

## Dans la culture populaire
- Les Rita Mitsouko font référence à lui dans leur chanson Andy, sur l'album The No Comprendo.
- La marque Eastpak a utilisé le personnage d'Andy pour une de ses publicités.
- Un jeu vidéo intitulé Andy Capp est présent sur la plateforme jeuxvideo.com[1].

## Source
- Le Collectionneur de bandes dessinées, n° 112, 2007.